# Hasidimii Gur

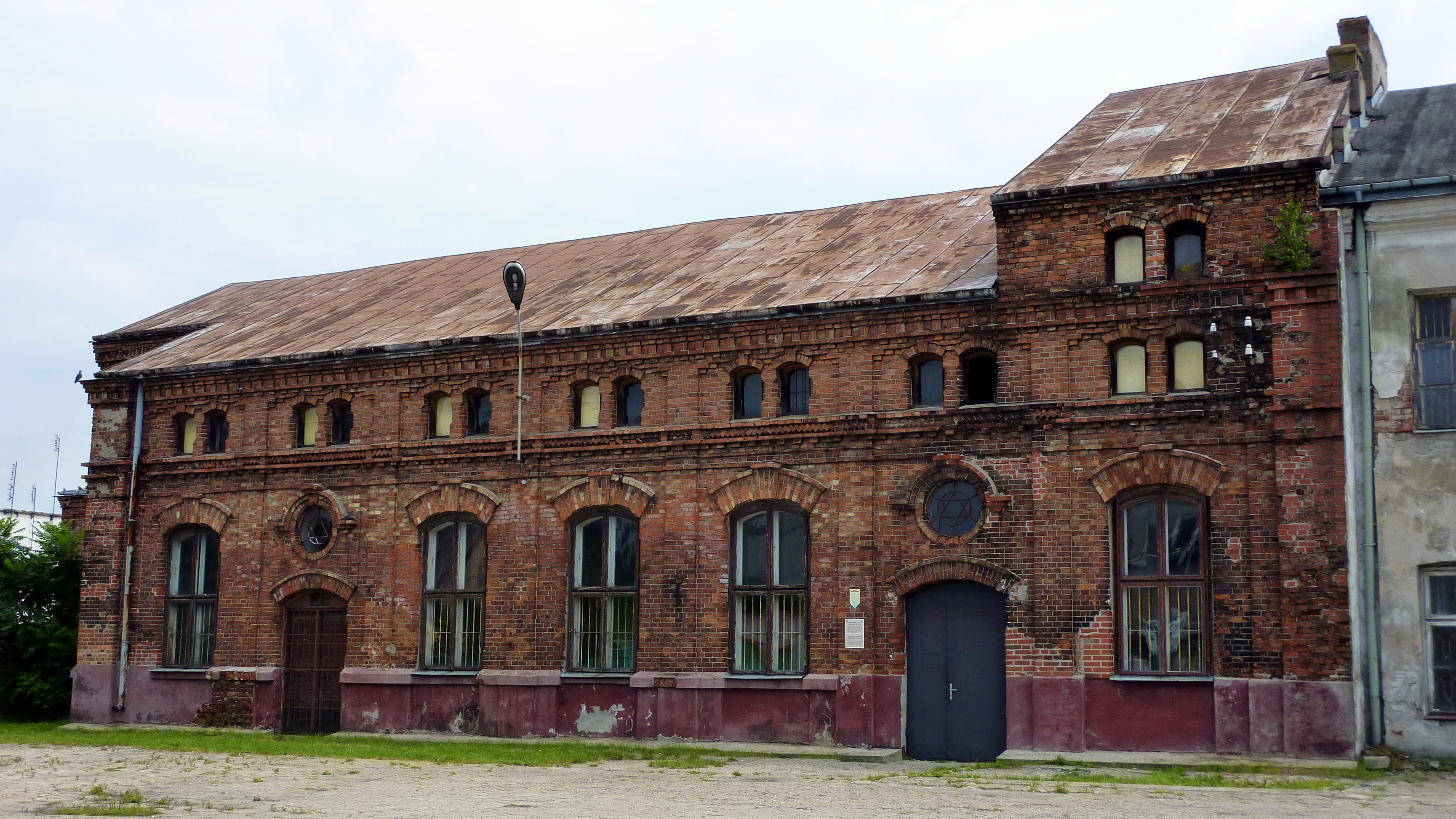
Fosta sinagogă din Góra Kalwaria, sediul primei școli rabinice a hasidismului Gur

Hasidimii Gur sau Gher (în limba idiș:גערער  חסידים - Gherer Hassídim, în ebraică חסידי גור Hassidei Gur reprezintă în cadrul populației evreiești foarte evlavioase, un curent hasidic însemnat (Hassidut Gur sau „Gherer Hassidus”), care a luat ființă în Polonia secolului al XIX-lea și care a existat acolo până la Holocaust. În prezent este cel mai mare curent hasidic ultraortodox („haredit”) din Statul Israel, având centrul la Ierusalim. El se numește Gur sau Gher după localitatea Góra Kalwaria (în idiș „Gher”) situată la 30 km sud-est de Varșovia în Polonia, unde a activat la sfârșitul vieții sale fondatorul acestui curent sau curți hasidice, rabinul Itzhak Meir Alter. La finele secolului al XIX-lea circa jumătate din locuitorii Gorei Kalwaria erau evrei. După 1941 au pierit în ghetoul Varșoviei, circa 3,500 persoane.
Hasidismul Gur se caracterizează prin severitate și profund conservatism în ceea ce privește regulile și obiceiurile legate de festivitățile obștii și familiei, condițiile de locuit, viața conjugală și sexuală și separarea strictă între sexe. Valoarea care are cea mai mare greutate în ochii hasidimilor Gur  este „sfințenia” (kedushá), care se referă în primul rând la puritatea sexuală. Relațiile sexuale dintre soți se restrâng la minimul necesar. Soțul nu își cheamă soția pe numele propriu, nu se plimbă pe stradă în compania ei.Sunt interzise manifestările de tandrețe.Se interzice și băieților orice dezvelire, chiar parțială a corpului în fața altora. Baia rituală se efectuează rapid și sub supraveghere. Înainte de nuntă mirele primește câteva sfaturi foarte succinte despre relațiile sexuale. Mireasa este informată ceva mai mult.
Membrii hasidismului Gur trebuie să respecte o fidelitate și o disciplină aproape militară față de conducător, „admorul” din Gur. 
Hasidismul este în Israel și a fost în trecut în Polonia interbelică unul din factorii principali în partidul ultrareligios evreiesc Agudat Israel. 
În perioada interbelică a activat în cadrul acestui partid pe arena politică a Poloniei. În prezent el are forurile sale de propagandă în cadrul mass mediei ultraortodoxe și o rețea de școli private ultraclericale, finanțată de stat, în cadrul a ceea ce se numește în Israel „învățământul independent.”
Hasidimii Gur au creat numeroase instituții comunitare, de asistență socială și de ajutor reciproc. În Israel au înființat și o școală destinată strict fetelor aparținând curentului lor. Spre deosebire de alte curente hasidice, care au scindat, în urma unor lupte pentru moștenire, au reușit să-i păstreze unitatea în jurul unui singur admor. 
Actualul conducător al acestui curent este în prezent rabinul Yaakov Arye Alter (născut în 1939). 
În anul 2015 numărul adepților hasidismului Gur în Israel era apreciat la 10 000-12 000 familii.

## Istoria

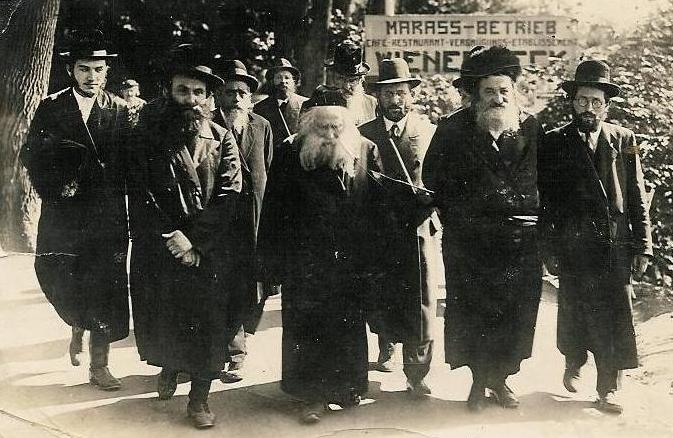
Rabinul din Gur, Avraham Mordehai Alter "Imrei Emes" cu anturajul său într-o vacanță în Europa în anii 1920-1930

După moartea țadikului din Koțk, Menachem Mendel Morgenstern, în anul 1859, marea majoritate a adepților săi au ales pe cumnatul și discipolul său cel mai apropiat,
Itzhak Meir Alter, ca noul lor rabin (rebbe, în limba idiș).În acea vreme rabinul Itzhak Meir Alter sau Rothenberg (1799-1866) locuia la Varșovia, unde conducea principala casă de rugăciune (Shtibel) a hasidimilor Kotzk pe strada Zelazna. La scurt timp după ce a consimțit să-i conducă pe adepții rabinului din Koțk, Alter a primit funcția de rabin și președinte al tribunalului religios (Av Beit Din) al evreilor din Gher (Góra Kalwaria). Mutându-se la Góra Kalwaria , el a devenit rabinul fondator al dinastiei Gherer sau Gur, ai cărei reprezentanți succesivi au aparținut familiei sale, Apter. El a condus noua curte hasidică Gur vreme de șapte ani prosperi, care au fost denumiți după limba Bibliei „șapte ani de rod”.(Facerea 41,47). Rabbi Itzhak Meir Apter, pe scurt RIM, a fost cunoscut sub numele „Hidushei HaRIM” , după titlul cărții pe care a scris-o.
După o perioadă în care au fost conduși de rabinul Hanokh Hacohen Levin, hasidimii Gur au reușit să-l convingă pe nepotul cel tânăr al lui Itzhak Meir, rabi Yehuda Arie Leib Alter, numit „Sfat Emet” (Sfas Emes) să consimtă să conducă comunitatea. 
Sub păstorirea sa și a fiului său mai mare, rabinul Avraham Mordehai Alter (1866-1948) zis „Imrei Emèt”, (în pronunțarea așkenazită „Imrei Èmes”) al treilea țadik din Gur, mișcarea a cunoscut o nouă perioadă de înflorire.În 1926 Avraham Mordehai Alter a înființat ieșiva „Sfat Emet” din Ierusalim, care a fost condusă de fratele său, Nehemia. Aceasta a devenit "nava amiral" a învățământului hasidic Gur până în zilele noastre. Ulterior a luat ființă o filială - Hidushei HaRIM - și la Tel Aviv .
Majoritatea hasidimilor Gur sau Gerer, peste 100,000 au pierit în Holocaust (Shoah). 
În 1940 Avraham Mordehai Alter a izbutit să fugă împreună cu trei fii, Israel Alter, Simcha Bunim Alter și Pinchas Menachem Alter, în Palestina, unde ei au început să refacă mișcarea lor religioasă.  Principalele centre din Israel ale hasidismului Gur se află în zilele noastre la Ierusalim, la Bnei Brak, precum și la Ashdod, în Kiryat HaRIM Levin în Tel Aviv, la Kiriat Gat și Arad în Neghev, la Beit Shemesh și la Hatzor Haglilit în Galileea. În afara Israelului se pot menționa mici comunități la Antwerpen ,Londra, Lakewood, New Jersey, și New York (Brooklyn), de asemenea la Toronto și Los Angeles.
În vremea celui de-al patrulea rabin din Gur, Israel Alter, denumit și „Beit Israel”, a luat ființă Uniunea mondială a Instituțiilor Gur din lume, la care sunt afiliate toate instituțiile de învățamânt religios ale mișcării. Israel Alter și-a pierdut soția și cei doi copii în Holocaust.
În cadrul partidului Agudat Israel hasidimii Gur sunt reprezentați începând din 1948  în fracțiuni parlamentare ultraortodoxe așkenaze în parlamentul israelian Knesset și uneori participă în coalițiile guvernamentale, ca miniștri și  apoi, ca miniștri adjuncți cu prerogative lărgite. În anii 1948-1952 și din nou din 2015 au acceptat să îndeplinească funcția de ministru. În anul 1948 rabinul Itzhak Meir Levin, hasid Gur, fost deputat în consiliul primăriei Varșoviei și în parlamentul polonez, s-a numărat printre semnatarii declarației de independență a Israelului, a fost ales deputat în Knesset și în anii 1948-1952 a fost ministrul pentru asistența socială al Israelului în primele două cabinete Ben Gurion. În prezent, ministrul sănătății al Israelului este rabinul Yaakov Litzman, hasid Gur.În 1960-1961 rabinul Binyamin Mintz din partidul Poalei Agudat Israel (Muncitorii lui Agudat Israel) a îndeplinit funcția de ministru al poștei.
Rabinul Yaakov Arie Alter, actualul rabin din Gur, este membru in Sfatul Maimarilor Torei, forumul conducător al partidului Agudat Israel.

## Îmbrăcămintea tradițională și alte caracteristici
Hasidimii Gur poartă costume întunecate, așa numiții „hoizn-zokn” „pantaloni trei sferturi”, care ajung până la jumătatea moleților și sunt strecurați în ciorapi (nu izmene de tip „halber hoizn” ca la alte curți hasidice), un caftan și o pălărie tare și rotundă de fetru, precum și o calotă, (kippá sau yarmulke) înaltă, aproape ascuțită, numită „kapel”. Ei își cresc perciuni de la tâmple și îi strecoară sub „kapel”. Sâmbăta și de sărbători bărbații însurați poartă o căciulă înaltă și rotundă de blană, numită de galițieni „șpodik”, diferită de „ștreiml”ul cu mai multe fețe și mai plat, al altor grupări hasidice. Dacă înainte de Holocaust șpodikul era purtat in toate mediile hasidice din Polonia, în zilele noastre el a devenit un semn caracteristic al hasidimilor Gur.

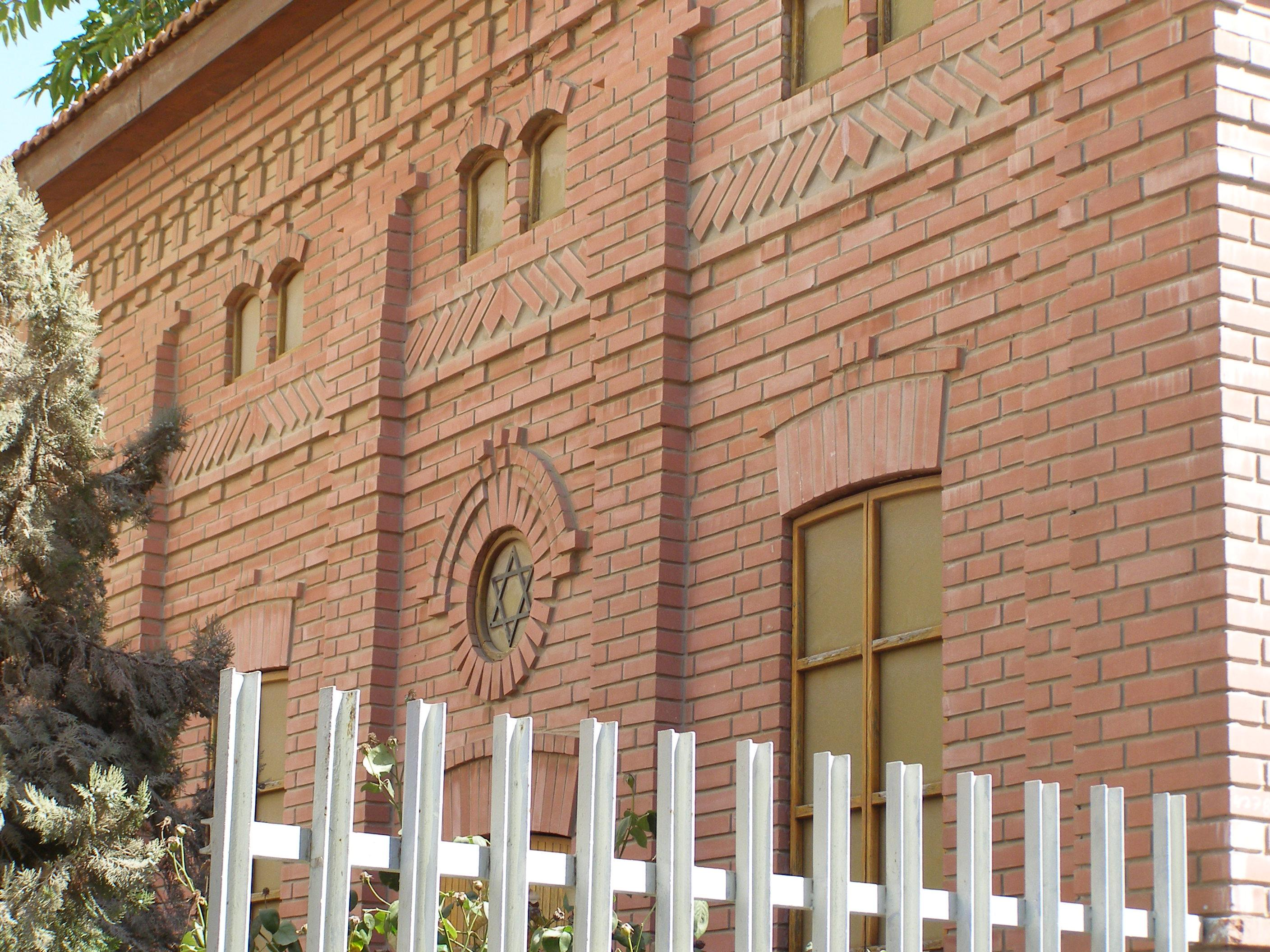
Zid memorial la ieșiva Sfat Emet din Ierusalim. Zidul reproduce detalii ale fațadei ieșivei de origine din Góra Kalwaria - Gur, Polonia

Hasidimii Gur urmează calea rabinului din Koțk (Kotzker Rebbe), punând accentul pe slujirea lui Dumnezeu într-un mod strict și obiectiv, opus orientării mistice-spirituale ale altor grupări de hassidim. Ei se străduiesc în mod deosebit în studiul Talmudului.

## Muzica hasidimilor Gur
Din rândurile hasidimilor Gur s-a evidențiat unul din cei mai prolifici compozitori de muzică liturgică evreiască, Reb Yankel Talmud (1885-1965) autodidact, care a compus circa 1500 de melodii pentru serviciile divine, pe ritmuri de vals și alte dansuri, precum și de marș. Vestite sunt de pildă versiunea sa pe ritm de marș la „Shir Hamaalot” (Cântarea treptelor) din psalmi, care se intonează adesea la nunți, precum și o melodie pentru cântarea „Lo Tevoshi” din ritualul primirii Sâmbetei în casele de rugăciune (știbelekh).
Cunoscut este și cantorul (hazanul) David Werdiger.